# 范晏
范晏（？—？），南阳順陽（今河南省淅川县李官桥镇）人，順陽范氏第六代。南朝宋其間曾任侍中及光祿大夫。其父范泰乃東晉末及南朝宋官員。有兩兄，其長兄范昂年輕時去世，二兄范暠曾任宜都太守，另有兩弟，范曄為太子詹事及著有史學著作《後漢書》及范廣淵為撫軍咨議參軍、記室。曾因其弟范曄謀反的罪名被滿門抄斬逃往廣州，直至世祖劉駿登基才返回。

## 逸事
在其弟范曄年少時范晏經常說：「此兒進利，終破門戶。」，最終如范晏所言在元嘉二十二年范曄因謀反的罪名被滿門抄斬。

## 參看
- 順陽范氏